# 파인 투데이 시세이도
주식회사 파인 투데이 시세이도(일본어: 株式会社ファイントゥデイ資生堂, 영어: Fine Today Shiseido Co.,Ltd.)는 퍼스널 케어 제품 마케팅·판매를 담당하고 있는 일본의 기업이다.

## 개요
시세이도 그룹은 수년 동안 〈TSUBAKI〉, 〈SENKA〉, 〈Uno〉 등의 일용품 사업을 담당해왔다. 그러나 시세이도 자체가 신종 코로나 바이러스의 영향으로 화장품 사업의 매출이 감소하고, 다른 퍼스널 케어 사업에서도 형제간의 경쟁 격화에 따라 광고비가 상승하는 등 경영의 무거운 짐이 되어 있었다.
시세이도는 2021년 2월 3일, 시세이도, 시세이도 재팬, 에프티 시세이도의 3 사가 다루고 있던 퍼스널 케어 사업을 같은 해 7월 1일자로 파인 투데이 시세이도에 회사 분할을 통해 이전할 것을 발표하였고, ‘파인 투데이 시세이도’ 모든 주식을 (주)Oriental Beauty Holding에 양도하는 것을 발표했다.
‘파인 투데이 시세이도’는 2021년 7월 1일자로, 시세이도, 시세이도 재팬, 에프티 시세이도에서 퍼스널 케어 사업을 회사 분할로 인하여 양수하고, 파인 투데이 시세이도는 (주)Oriental Beauty Holding의 자회사가 되었다. 시세이도는 (주)Oriental Beauty Holding의 모회사인 Asian Personal Care Holding 주식 35%를 취득하여, 파인 투데이 시세이도의 경영에 참여하였다. 또한 생산은 계속 시세이도 구키 공장 (사이타마현 구키시)에서 하고 있다.

## 연혁
- 2021년
  - 5월 18일 - 설립.
  - 7월 1일 - 시세이도의 시세이도 재팬, 에프티 시세이도에서 퍼스널 케어 사업을 회사 분할에 의해 양수. 동시에 Oriental Beauty Holding의 완전 자회사가 되었다.

## 주요 브랜드
- Ag DEO 24 (에이지 데오 24)
- HG (에이치지)
- SEA BREEZE (시 브리즈)
- SENKA (전과)
- TSUBAKI (츠바키)
- uno (우노)
- MA CHÉRIE (마쉐리)
- スーパーマイルド (슈퍼 마일드)
- 水分ヘアパック (수분 헤어팩)
- ウォーターinリップ (워터 in 립)
- ハンドケア (핸드케어)
- 薬用ハンドソープ (약용 핸드 비누)

## 같이 보기
- 시세이도
- 시세이도 재팬
- 시세이도 팔러
- 에프티 시세이도